# Deanna mène l'enquête
Pour plus de détails, voir Fiche technique et Distribution.
Deanna mène l'enquête (Lady on a Train) est un film américain réalisé par Charles David en 1945.

## Synopsis
Partie en train de San-Francisco pour passer les fêtes de Noël à New-York, Nikki Collins est témoin d'un meurtre juste avant son arrivée en gare dans la métropole de la côte est. Elle se rend au commissariat de police, mais elle est éconduite car elle est incapable de dire où exactement le crime aurait été commis. Elle fait alors appel à l'auteur de romans policiers Wayne Morgan pour qu'il l'aide à démasquer le criminel. Ayant découvert l’identité de la victime aux actualités dans une salle de cinéma, Nikki se rend à son domicile au moment de la lecture du testament. Prise pour la chanteuse de cabaret Margo Martin, légataire universelle du défunt, Nikki se garde bien de détromper la famille déshéritée afin de poursuivre son enquête sur place…

## Fiche technique
- Titre français : Deanna mène l'enquête
- Titre original : Lady on a Train
- Réalisation : Charles David
- Scénario : Edmund Beloin et Robert O'Brien d'après une histoire de Leslie Charteris
- Direction artistique : Robert Clatworthy et John B. Goodman
- Décorateur de plateau : Russell A. Gausman
- Costumes : Howard Greer
- Photographie : Elwood Bredell
- Montage : Ted J. Kent
- Musique : Miklós Rózsa
- Production : Howard Christie producteur associé, Felix Jackson et Frank Shaw producteur associé (non crédité)
- Société de production et de distribution : Universal Pictures
- Pays : américain
- Langue : anglais
- Genre : Film noir
- Format : Noir et blanc - 35 mm - 1,37:1 - Son : mono (Western Electric Recording)
- Durée : 94 minutes
- Dates de sortie :
  - États-Unis : 3 août 1945 (Los Angeles)
  - États-Unis : 17 août 1945 (sortie nationale)
  - France : 30 juillet 1947

## Distribution
- Deanna Durbin : Nikki Collins / Margo Martin
- Ralph Bellamy : Jonathan Waring
- David Bruce : Wayne Morgan
- George Coulouris : M. Saunders
- Allen Jenkins : Danny
- Dan Duryea : Arnold Waring
- Edward Everett Horton : M. Haskell
- Jacqueline deWit : Miss Fletcher
- Patricia Morison : Joyce Williams
- Elizabeth Patterson : Tante Charlotte Waring
- Maria Palmer : Margo Martin
- Samuel S. Hinds : M. Wiggam
- William Frawley : Desk Sgt. Brennan

Acteurs non crédités
- Barbara Bates : Contrôleuse
- Tom Dugan : le policier Turnkey
- Kathleen O'Malley : Photographe